# 章尚學
章尚學（1550年—1605年），字宗理，號懷愚，浙江金華府蘭谿縣人，民籍，明朝政治人物。

## 生平
萬曆元年（1573年）癸酉科浙江鄉試第二十五名。萬曆十一年（1583年）癸未科第三甲第三名進士。禮部觀政，本年授中书舍人，十六年擢工科给事中，十九年擢工科右给事中，九月補兵科左给事中，二十年三月升户科都给事中，本年主考會試，告病，九月升通政使司右參議，二十六年五月起復原官，二十九年遷左參議。三十三年卒。

## 家族
曾祖父章搢；祖父章討；父親章術。母應氏。永感下。兄尚廉。弟尚和、尚敬。